# Hoinarul deasupra mării de ceață
Hoinarul deasupra mării de ceață (în germană Der Wanderer über dem Nebelmeer) este o pictură în ulei din c. 1818 a artistului romantic german Caspar David Friedrich. Este considerată o capodoperă a romantismului și una dintre cele mai reprezentative operele ale pictorului. În prezent se află la Kunsthalle Hamburg, în orașul Hamburg, Germania.

## Descriere
În prim plan, un tânăr stă în picioare pe un vârf stâncos, cu spatele spre privitor. El este îmbrăcat într-un pardesiu verde închis și ține în mâna dreaptă un baston. Cu părul răvășit de vânt, hoinarul admiră un peisaj acoperit într-un nor mare de ceață. Din ceață se ridică alte câteva creste, probabil similare celei pe care stă hoinarul, pe care se întrevăd pâlcuri de copaci. În depărtare, în stânga se văd niște munți care trec ușor în câmpii joase în partea dreaptă. Dincolo de ele, ceața strălucitoare se întinde la nesfârșit, contopindu-se cu cerul înnorat.
Peisajul a fost schițat în teren la Munții Elbei aflați în Saxonia și Boemia, dar adaptat de Friedrich, conform obișnuinței sale, în studio. Pe fundal, în dreapta, este reprezentată movila Zirkelstein. Muntele din stânga ar putea fi Rosenberg sau Kaltenberg. Grupul de stânci din mijlocul perspectivei este Gamrig, lângă Rathen. Personajul se află pe vârful unui grup de stânci de pe dealul Kaiserkrone.

## Comentariu

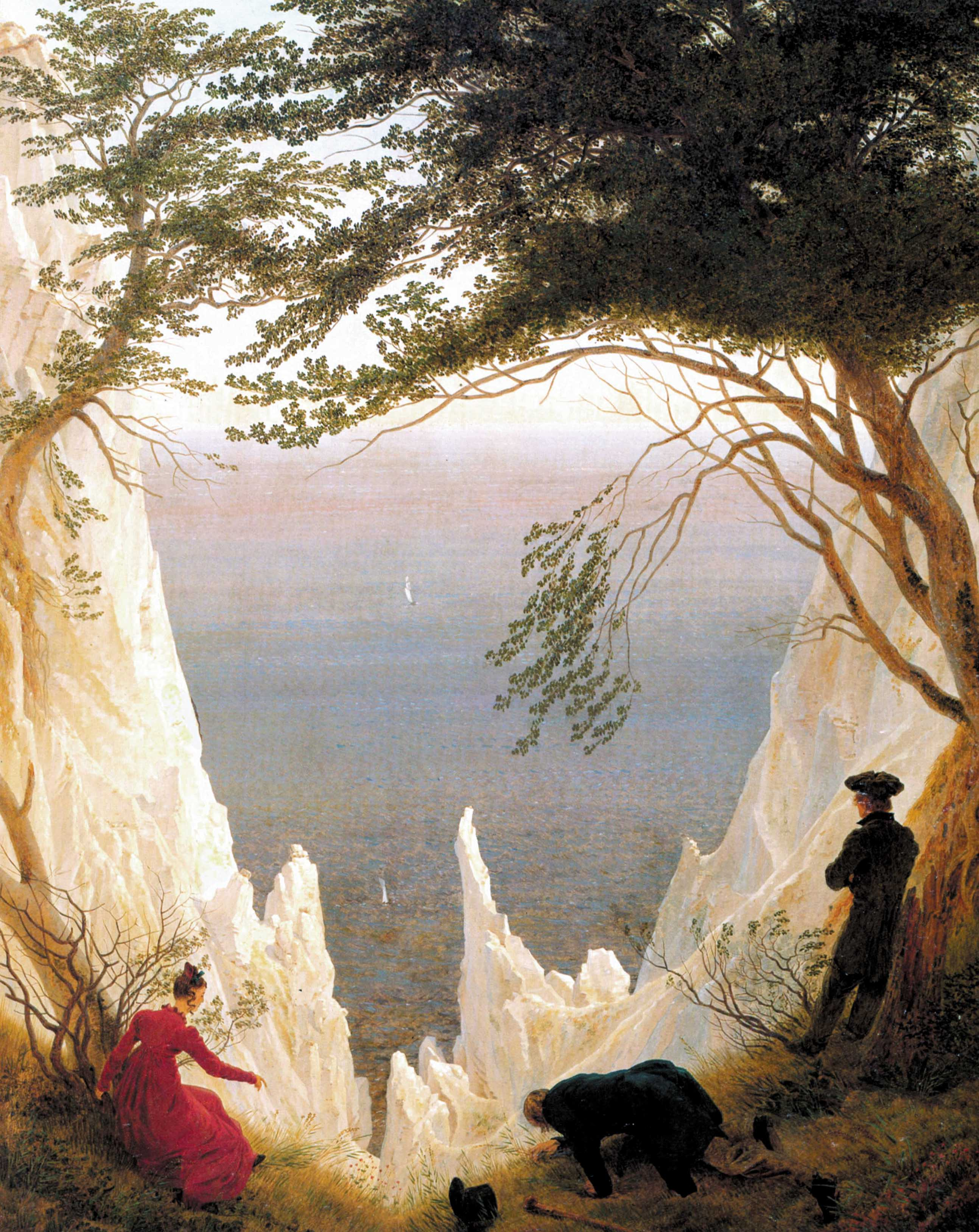
Stânci de calcar în Rügen

Hoinarul deasupra mării de ceață este un tablou fidel stilului romantic și în special al stilului lui Friedrich, fiind similar altor lucrări ale sale, precum Stânci de calcar în Rügen și Marea de gheață. Michael Edward Gorra remarca, într-o analiză din 2004, că mesajul transmis de tablou este unul de auto-reflecție kantiană, exprimată prin privirile hoinarului asupra obscurității mării de ceață. De aceeași părere a fost și Ron S. Dembo (2001), care a afirmat că Hoinarul prezintă o metaforă a viitorului necunoscut. John Lewis Gaddis (2004) considera că poziția personajului deasupra stâncii și în fața unor perspective tumultoase „este contradictorie, sugerând în același timp stăpânirea asupra mediului și insignifianța individului în el”.
Compoziția prin care protagonistul este întors cu spatele către privitor, cunoscută sub numele „Rückenfigur”, permite trăirea experienței lui Friedrich. Însuși Friedrich spunea în această privință: „Artistul trebuie să picteze nu numai ceea ce are în față, ci și ceea ce vede în sine”.
Scriitorul Robert Macfarlane a analizat tabloul din perspectiva influenței sale semnificative asupra modului în care alpinismul era privit în lumea occidentală încă din epoca romantică, numind-o „imaginea arhetipică a vizionarului alpinist” și descriind-o a fi o reprezentare puternică a ideii că cucerirea culmilor munților este un lucru admirabil, idee care în secolele trecute nu era des întâlnită.